# Cheval en Mauritanie
Le cheval en Mauritanie est introduit dès la plus haute antiquité, comme le démontrent des peintures rupestres de chars. Au Moyen-Âge, il fait l'objet d'un commerce vers le Sud. 

## Histoire

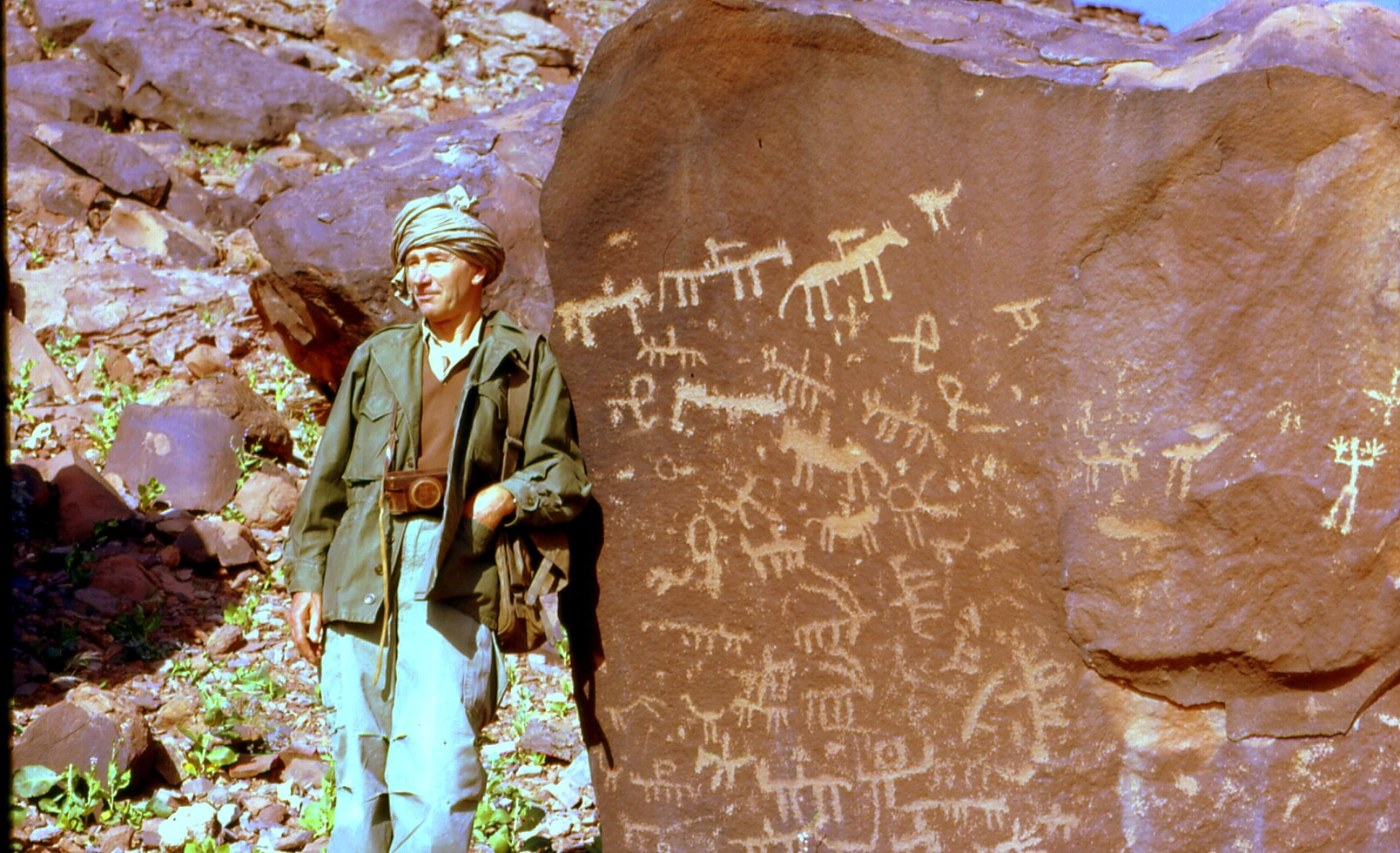
Henri Lhote devant des pétroglyphes sahariens représentant des cavaliers à cheval.

De nombreuses gravures et peintures rupestres suggèrent une présence importante du cheval dans le Sahara occidental et central durant l'Antiquité. Des véhicules hippomobiles à deux roues, parfois à quatre, ont circulé dans le Sahara vraisemblablement après le milieu du IIe millénaire av. J.-C.. Les Bafours et les Mélaniens du Chemana font vraisemblablement passer des montures depuis le territoire de la Mauritanie vers celui du Sénégal. Le Tounka de l'Empire du Ghana résidait à Koumbi et parcourait sa ville à cheval matin et soir. À sa mort, il était inhumé avec son cheval.
Un Vénitien du Ca' da Mosto décrit en ces termes la ville d'Ouadane (1455-1457) : « Les arabes ont encore un grand nombre de chevaux barbares qu'ils mettent en vente dans le pays des Noirs, où ils les vendent aux seigneurs qui donnent en échange des esclaves, à raison de quinze têtes par cheval ». La légende de la fondation de Chinguetti, au XVe siècle, veut qu'un homme en exil ait créé la ville à l'emplacement d'un « puits de cheval ».
La mission d'organisation des territoires du Tagant, mission coloniale française envoyée de novembre 1903 à mai 1904, note que « Leurs chevaux notamment, auxquels ils attachent un prix inestimable, méritent d'attirer notre attention. Ce sont des chevaux de race dans toute leur pureté que l'on trouve en grand nombre au Tagant (les Edouaïch en ont plus de 2 000) ».

## Pratiques
Le cheval ne peut survivre aux dures conditions du désert, et y est alors remplacé par le dromadaire.

## Élevage
La Mauritanie compte quatre races de chevaux élevées sur son territoire, d'après la base de données DAD-IS : l'Arabe, le Barbe, l'Arabe-barbe et le Hodh.

## Culture
Les tribus arabes guerrières de Mauritanie sont réputées pour traiter le cheval avec autant d'égards qu'un être humain. Il est par ailleurs fréquemment cité dans les contes arabes des mauritaniens,, entre autres dans le conte « Le cheval porte-bonheur ».